# Livro da Ceia Secreta
O Livro da Ceia Secreta ("Cena Secreta"), também conhecido como Interrogatio Iohannis (As Perguntas de João), O Livro de João Evangelista e O Evangelho da Ceia Secreta foi um texto apócrifo adotado pela seita herética bogomilimista, que existia no território, que, atualmente, pertence à Bulgária. Acredita-se que a obra foi baseada em um texto Paulicianista, do qual existem apenas referências e que, também, era utilizado pelos cátaros.
O livro foi traduzido para o latim e, no final do século XII, introduzido na Itália, depois foi levado para a Provença (sul da França), pelo bispo cátaro Nazário, antes da Cruzada Albigense .
Dois manuscritos sobreviveram: um foi encontrado nos arquivos da Inquisição, na cidade francesa de Carcassona da região de Languedoc; e, o outro foi mantido na Biblioteca Nacional de Viena (Áustria). Existem diferenças significativas entre os dois textos, indicando tradições manuscritas independentes .

## Conteúdo
Trata-se de uma narrativa em primeira pessoa, na qual o narrador é João, o Evangelista, que narra uma ocasião na qual fez uma série de perguntas à Jesus.
As primeiras respostas, descrevem criação do mundo (Cosmogonia), a partir de uma visão dualista, na qual existiam duas forças opostas: o Pai Invisível e criador do bem, e Satanás, o criador do mal. Mas se trata de um dualismo mitigado, no qual Satanás era um antigo anjo de Deus antes da queda.
A parte final do livro descreve o Juízo Final, quando aqueles que seguiram uma vida angelical serão honrados, enquanto aqueles que viveram uma vida de iniquidade encontrarão: ira, fúria e angústia no fogo eterno.
Satanás, depois de travar guerra contra os justos, será amarrado com laços inquebráveis e lançado em uma poça de fogo. Então o Filho de Deus se assentará à direita de seu Pai, os justos serão colocados entre os coros dos anjos, Deus estará no meio deles e enxugará suas lágrimas, e Seu Reino não haverá fim para sempre e sempre.